# Protandrenini
Protandrenini is een geslachtengroep van vliesvleugelige insecten uit de familie Andrenidae. Het bevat minstens 12 geslachten en minstens 380 beschreven soorten. Het typegeslacht is Protandrena.

## Geslachten
De volgende 12 geslachten behoren tot deze geslachtengroep:
- Anthemurgus Robertson, 1902
- Anthrenoides Ducke, 1907
- Chaeturginus Lucas de Oliveira & Moure, 1963
- Liphanthus Reed, 1894
- Neffapis Ruz, 1995
- Parapsaenythia Friese, 1908
- Protandrena Cockerell, 1896
- Psaenythia Gerstäcker, 1868
- Psaenythisca Ramos, 2014
- Pseudopanurgus Cockerell, 1897
- Rhophitulus Ducke, 1907
- Stenocolletes Schrottky, 1909 (incertae sedis)